# Playa de Cabo Rocoso
La Playa de Cabo Rocoso es una playa de Mijas, en la Costa del Sol de la provincia de Málaga, Andalucía, España. Se trata de una playa semiurbana de arena oscura y aguas tranquilas situada junto a al urbanización Playa Marina. Tiene unos 110 metros de longitud y poca anchura y abarca un pequeño acantilado coronado por la torre de Calahonda, que separa la zona de Sitio de Calahonda y La Cala de Mijas. Es una playa con un grado de ocupación bajo que cuenta sólo con servicios básicos.